# Star of India

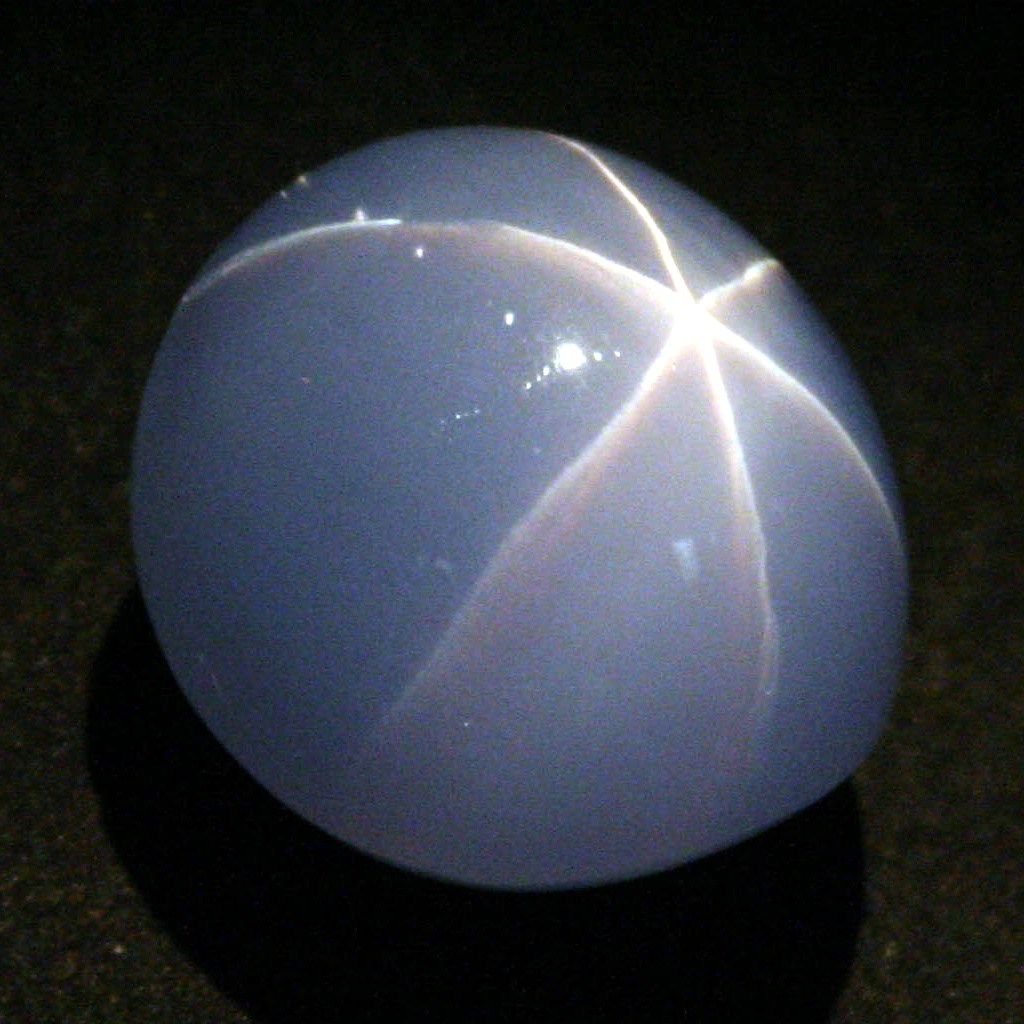
Star of India

De Star of India is een  stersaffier van 563,35 karaat (112,67 g), waarschijnlijk de grootste ter wereld in haar soort. De steen, ter grootte van een golfbal, is vrijwel perfect en uniek omdat hij sterren (asterisme) aan beide kanten van de steen heeft. De grijs-blauwe edelsteen is te bezichtigen in het American Museum of Natural History in New York.

## Geschiedenis
De Star of India werd gevonden in een mijn in Sri Lanka. In 1900 doneerde de welgestelde zakenman John Pierpont Morgan de Star of India aan het American Museum of Natural History in New York.

## Diefstal
Op 29 oktober 1964 werd de beroemde steen gestolen, samen met verscheidene andere edelstenen, waaronder de Eagle Diamond en de DeLong Star Ruby. De dieven hadden een wc-raam van het slot gehaald tijdens de uren dat het museum open was. Diezelfde nacht kwamen ze via dat raam naar binnen. Bij de steen aangekomen ontdekten ze dat het de enige steen was die werd bewaakt door een alarm; de batterij van het alarm was echter leeg. Ze graaiden de edelstenen bij elkaar en vluchtten weer via hetzelfde raam als waar ze door naar binnen gekomen waren. De buit werd getaxeerd op meer dan $400.000.
Na twee dagen werd de beruchte inbreker, smokkelaar en eenmalig surfkampioen Jack Murphy gearresteerd samen met twee handlangers. Zij kregen later drie jaar gevangenisstraf. De onverzekerde Star of India werd gevonden in een kluis in een busstation in Miami, evenals het grootste deel van de rest van de buit. De Eagle Diamond werd echter nooit meer teruggevonden.